# جوريس ديل
جوريس ديل (29 مارس 1990 في فرنسا - ) (بالفرنسية: Joris Delle) هو لاعب كرة قدم فرنسي في مركز حراسة المرمى. شارك مع منتخب فرنسا تحت 16 سنة لكرة القدم ومنتخب فرنسا تحت 17 سنة لكرة القدم ومنتخب فرنسا تحت 18 سنة لكرة القدم ومنتخب فرنسا تحت 21 سنة لكرة القدم. أما مع النوادي، فقد لعب مع سيركل بروج ونادي لانس ونادي ميتز ونادي نيس.

## وصلات خارجية
- جوريس ديل على موقع الاتحاد الدولي (مؤرشف)  (الإنجليزية)
- جوريس ديل على موقع رابطة كرة القدم الفرنسية للمحترفين (الإنجليزية)
- جوريس ديل على موقع قاعدة بيانات كرة القدم.إي يو (الإنجليزية)
- جوريس ديل على موقع ليكيب (الفرنسية)
- جوريس ديل على موقع Soccerway.com (الإنجليزية)
- جوريس ديل على موقع عالم كرة القدم.نت (الإنجليزية)
- جوريس ديل على موقع AS.com (الإسبانية)